# Louis Cauvin (architecte)
Pour les articles homonymes, voir Cauvin.
Cet article concerne l'architecte cannois. Pour le peintre varois, voir Louis Cauvin.
Louis Aimé Cauvin (né à Cannes le 13 septembre 1878 et mort dans la même ville à La Bocca le 17 novembre 1969) est un architecte français.

## Biographie
Fils de Marius François Cauvin, maître menuisier et de Marie Hugoni, Louis Cauvin est actif à Cannes dans la première moitié du XXe siècle. Son agence d'architecture est située dans la villa l'Armitelle, à l'angle de la rue du Onze-Novembre et de la rue Saint-Nicolas.
En 1903, il demeure à Saint-Raphaël (Var), où il épouse en premières noces Claire Victorine Manina.

## Œuvre
L'œuvre de Louis Cauvin, de caractère éclectique à tendance art nouveau et art déco à moderniste, est inscrite à l'inventaire général du patrimoine culturel au titre du recensement du patrimoine balnéaire de Cannes. 
Elle comprend la série de six immeubles du secteur urbain concerté de La Bisalta : les villas Bisalta, Chalmette, l'Armitelle, les Grappes d'Or, Belledonne et Printania, construits 9 à 13 et 17 à 21 rue du Onze-Novembre en 1911 dont il est également commanditaire, la villa La Jungle, construite 10 rue de Stalingrad en 1920, le palais Gallieni, construit 52 avenue du maréchal-Gallieni en 1928, la villa Sorrento, construite 5 avenue Fragonard en 1957. 
La notoriété de Louis Cauvin conduit Barry Dierks qui, en tant qu'étranger, ne peut travailler ouvertement, à faire appel à lui et à Pierre Nouveau, autre architecte cannois, pour présenter ses demandes de permis de construire. C'est notamment le cas pour la villa Patenôtre construite 38 boulevard Montfleury en 1940 par l'architecte américain.